# Moczydły (powiat suwalski)
Moczydły – wieś w Polsce położona w województwie podlaskim, w powiecie suwalskim, w gminie Raczki.
| SIMC    | Nazwa       | Rodzaj    |
| ------- | ----------- | --------- |
| 1013677 | Podmoczydły | część wsi |

Wieś magnacka położona była w końcu XVIII wieku w powiecie grodzieńskim województwa trockiego. W latach 1975–1998 miejscowość administracyjnie należała do województwa suwalskiego.

## Zabytki
Do rejestru zabytków Narodowego Instytutu Dziedzictwa wpisane są następujące obiekty:
- cmentarz żydowski (nr rej.: A-883 z 25.11.1991)